# Éteres de glicol

Éter monometílico de etilenglicol, un éter de glicol

Los éteres de glicol o glico éteres son una clase de compuestos químicos formados por éteres alquílicos a base de glicoles como el etilenglicol o el propilenglicol. Se utilizan comúnmente como disolventes en pinturas y limpiadores. Tienen buenas propiedades disolventes y puntos de ebullición más altos que los éteres y alcoholes de menor peso molecular.
Se los pueden encontrar en las disoluciones acuosas alcalinas o utilizarse como disolvente orgánico. Son disolventes y emulsificadores de compuestos hidrófobos como aceites y grasas. También son inhibidores de la corrosión. Algunos son inflamables y moderamente volátiles, por lo que las utiliza a temperatura ambiente si no están en disolución acuosa.

### Historia
El nombre "Cellosolve" fue registrado en 1924 como marca comercial en Estados Unidos por Carbide & Carbon Chemicals Corporation (una división  de Union Carbide Corporation) para "Solventes para gomas, resinas, ésteres de celulosa y similares". "Ethyl Cellosolve" o simplemente "Cellosolve" consistía principalmente en éter monoetílico de etilenglicol y se introdujo como una alternativa de disolvente de menor costo al lactato de etilo. "Butyl Cellosolve" (éter monobutílico de etilenglicol) se introdujo en 1928, y "Metil Cellosolve" (éter monometílico de etilenglicol) en 1929.  

### Nomenclatura
Los éteres de glicol se denominan "serie E" o "serie P" para los fabricados a partir de óxido de etileno u óxido de propileno, respectivamente. Normalmente, los éteres de glicol de la serie E se encuentran en productos farmacéuticos, protectores solares, cosméticos, tintas, tintes y pinturas a base de agua, mientras que los éteres de glicol de la serie P se utilizan en desengrasantes, limpiadores, pinturas en aerosol y adhesivos. Tanto los éteres de glicol de la serie E como los de la serie P se pueden utilizar como intermediarios que sufren reacciones químicas adicionales, produciendo diéteres de glicol y acetatos de éter de glicol. Los éteres de glicol de la serie P se comercializan con menor toxicidad que la serie E. La mayoría de los éteres de glicol son solubles en agua, biodegradables y solo unos pocos se consideran tóxicos. 

## Disolventes de éter de glicol
- Éter monometílico de etilenglicol (2-metoxietanol, CH3 O CH2 CH2 OH)
- Éter monoetílico de etilenglicol (2-etoxietanol, CH3 CH2 O CH2 CH2 OH)
- Éter monopropílico de etilenglicol (2-propoxietanol, CH3 CH2 CH2 O CH2 CH2 OH)
- Éter monoisopropílico de etilenglicol (2-isopropoxietanol, (CH 3 ) 2 CH O CH 2 CH 2 OH)
- Éter monobutílico de etilenglicol (2-butoxietanol, CH3 CH2 CH2 CH2 O CH2 CH2 OH), un disolvente muy utilizado en pinturas y revestimientos de superficies, productos de limpieza y tintas.
- Éter monofenílico de etilenglicol (2-fenoxietanol, C6 H5 O CH2 CH2 OH)
- Éter monobencílico de etilenglicol (2-benciloxietanol, C6 H5 CH2 O CH2 CH2 OH)
- Éter metílico de propilenglicol, (1-metoxi-2-propanol, CH3 O CH2 CH(OH)CH3)
- Éter monometílico de dietilenglicol (2-(2-metoxietoxi)etanol, metilcarbitol, CH3 O CH2 CH2 O CH2 CH2 OH)
- Éter monoetílico de dietilenglicol (2-(2-etoxietoxi)etanol, carbitol cellosolve, CH3 CH2 O CH2 CH2 O CH2 CH2 OH)
- Éter mono-n-butílico de dietilenglicol (2-(2-butoxietoxi)etanol, butilcarbitol, CH3 CH2 CH2 CH2 O CH2 CH2 O CH2 CH2 OH)
- Éter metílico de dipropilenglicol
- C12-15 pareth-12 un éter de polietilenglicol utilizado como emulsionante en cosmética

## Éteres dialquílicos
- Etilenglicol dimetiléter (dimetoxietano, CH3 O CH2 CH2 O CH3), una alternativa de mayor punto de ebullición al éter dietílico y al THF, también se utiliza como disolvente para polisacáridos, reactivo en química organometálica y en algunos electrolitos de baterías de litio.
- Éter dietílico de etilenglicol (dietoxietano, CH3 CH2 O CH2 CH2 O CH2 CH3)
- Éter dibutílico de etilenglicol (dibutoxietano, CH3 CH2 CH2 CH2 O CH2 CH2 O CH2 CH2 CH2 CH3)

## Ésteres
- Acetato de etilenglicol metil éter (acetato de 2-metoxietilo, CH3 O CH2 CH2 OCOCH3 )
- Acetato de éter monoetílico de etilenglicol (acetato de 2-etoxietilo, CH3 CH2 O CH2 CH2 OCOCH3)
- Acetato de monobutil éter de etilenglicol (acetato de 2-butoxietilo, CH3 CH2 CH2 CH2 O CH2 CH2 OCOCH3)
- Acetato de éter metílico de propilenglicol (acetato de 1-metoxi-2-propanol)

## Toxicología
Se absorben por ingestión, inhalación y por la piel. Suelen ser irritantes cutáneos, respiratorios y oculares. La mayoría se eliminan rápidamente, aunque algunos presentan indicios de toxicidad en humanos.Un estudio sugiere que la exposición ocupacional a éteres de glicol está relacionada con un bajo recuento de espermatozoides móviles,  un hallazgo cuestionado por la industria química. 